# A Warrior's Call
"A Warrior's Call" er den femte single fra det danske heavy metalband Volbeats album Beyond Hell/Above Heaven der blev udgivet i 2010. Sangen er dedikeret til bokseren Mikkel Kessler, der havde bedt bandet om at skrive en ny sang til hans indmach mod Andre Ward.
"A Warrior's Call" blev generelt taget godt imod af anmelderne. Den havde største succes i USA, hvor den nåede ind på flere hitlister og solgte guld.

## Baggrund
Sangen blev til, fordi Mikkel Kessler ønskede en ny sang til sin indmach i sin kamp mod Andre Ward i Super Six World Boxing Classic-turneringen. Han kontaktede derfor Volbeat, der tog imod opfordringen. Tidligere havde Kessler brugt "Find that Soul" fra Guitar Gangsters & Cadillac Blood.
 Jer er stor fan af boksning og jeg har fulgt Kesslers karriere igennem mange år. Det er en stor ære at kunne støtte Kessler på denne måde og være en del af boksesportens største begivenheder.

 — Michael Poulsen
Ifølge Poulsen er sangen "en typisk Volbeat sang". Den 21. november 2009 blev sangen offentliggjort ved Kesslers første kamp i turneringen i Oakland mod Andre Ward. Samtidig blev sangen lagt ud til gratis download på Volbeats hjemmeside, og en "Making of"-video blev lagt online.
"A Warrior's Call" blev inkluderet på Beyond Hell/Above Heaven, der udkom 10. september 2010. Sangen var også b-side til førstesinglen "Fallen".
Sangen blev spillet live første gang ved en koncert i Tilburg, Holland d. 29. november 2009. Mens sangen blev fremført kollapsede Poulsen på scenen og måtte til behandling på et sygehus. Lægerne kaldte det influenzalignende symptomer, og Poulsen måtte holde pause et par dage efter hændelsen.

## Produktion
"A Warrior's Call" blev skrevet af forsanger og guitarist Michael Poulsen. Sangen blev indspillet i november 2009 i Hansen Studios i Ribe med Jacob Hansen som producer. Kessler var med under indspilningerne, hvor han sange ordene "Fight, Fight, Fight" efter hvert omkvæd.

## Modtagelse
Artie Lange fra onlinemagasiner Gears of Rock beskrev "A Warrior’s Call" som en "uforglemmelig stadionsang, der er egnet til en hver form for konkurrence". Frank Albrecht fra det tyske musikmagasin Rock Hard kaldte sangen for "et perfekt genbrugsnummer, hvor man virkelig kan finde alle Volbeats kendetegn". Marc Halupczok fra det tyske magasin Metal Hammer kaldte sangen "god, men i forhold til de andre sange fra det kommende album er den gennemsnitlig".
Politikens anmelder skrev, at Beyond Hell/Above Heaven var det mest "helstøbte album fra Volbeat... med undtagelse af vederstyggeligheder som hyldestsangen til Mikkel Kessler ’A Warrior’s Call’".
I februar 2012 nåede sangen #1 på Billboards Active Rock hitliste. I august 2014 havde sangen solgt 500.000 eksemplarer i USA, hvilket certificerede den til guld.

### Ugentlige histlister
| Hitliste (2011–12)                   | Højeste placering |
| ------------------------------------ | ----------------- |
| US Alternative Songs (Billboard)     | 25                |
| US Hard Rock (Billboard)             | 4                 |
| US Mainstream Rock Songs (Billboard) | 2                 |
| US Rock Songs (Billboard)            | 11                |

### Certificeringer
| Land | Certificering | Salg    |
| ---- | ------------- | ------- |
| USA  | Guld          | 500.000 |